# Trichilia gamopetala
Trichilia gamopetala là một loài thực vật thuộc họ Meliaceae. Đây là loài đặc hữu của Venezuela.